# Joseph de Fleury de La Gorgendière
Pour les articles homonymes, voir Fleury.
Joseph de Fleury, seigneur de La Gorgendière, né le 28 mars 1676 à Québec, mort le 1er mai 1755 à Québec, est un négociant et armateur.

## Biographie
Joseph de Fleury de La Gorgendière est le fils de Jacques Alexis de Fleury, seigneur et fondateur d'Eschambault, juge bailli de Montréal, et de Marguerite de Chavigny de Berchereau. Une de ses sœurs est l'épouse de François Le Verrier de Rousson puis de Pierre de Rigaud de Vaudreuil. Gendre de Louis Jolliet, il est le beau-père de Joseph Marin de La Malgue, de Thomas-Jacques Taschereau et de François-Pierre de Rigaud de Vaudreuil.
Nommé trafiquant de fourrures pour cinq ans au fort Frontenac par la Compagnie de la Colonie, il devient agent principal de la traite pour le gouvernement le 23 janvier 1706 et subdélégué de l'intendant de la Nouvelle-France au fort au mois de septembre suivant. 
Rentré à Québec, il se lance  dans le commerce de l'huile de loup marin, acquiert des vaisseaux et établi des liens commerciaux avec la France et les Antilles (importation de draps, etc, exportation de fourrures, poisson et huile). Il s'appuie notamment sur ses liens familiaux, et notamment sa belle-famille et ses frères Charles de Fleury de Chambeau, directeur de la Compagnie de l'île Saint-Jean, banquier, négociant et armateur à La Rochelle, et Simon-Thomas de Fleury de La Janière, installé à la Martinique. Il obtient la concession du poste des droits de traite des fourrures de Témiscamingue en 1724, pour une durée de cinq ans. Son commerce personnel continu de prospérer dans le domaine de la traite des fourrures, ainsi que la vente de marchandises, munitions et vivres au gouvernement, devenant l'un des plus importants fournisseurs de drap.
En 1731, il est nommé agent général au Canada de la Compagnie des Indes, avec l'objectif de réduire les coûts, améliorer la qualité des fourrures, mettre fin au commerce illicite et illégal et accroître le commerce de la compagnie. Il réussit avec succès à développer la compagnie, les locaux nouvellement construits à Montréal en 1734 devenant trop petits dès 1745, le conduisant à installer les locaux au Château Ramezay.
Joseph de Fleury est également propriétaire de plusieurs seigneuries. Héritant d'une partie de la seigneurie de Deschambault au décès de son père, il en rachète la partie restante aux cohéritiers. Il y obtient la création d'une paroisse afin de faire venir des colons. Il acquiert la seigneurie de La Gorgendière, qu'il cherche à développer et qui devient par la suite Saint-Joseph-de-Beauce.
Il occupe le poste de colonel général de la milice gouvernement de Québec pendant plus de vingt ans.